# Joan Beringer
Joan Beringer (* 11. November 2006 in Sélestat) ist ein französischer Basketballspieler.

## Werdegang
Beringer spielte als Heranwachsender Fußball und erst im fortgeschrittenen Jugendalter Basketball. In der Saison 2021/22 wurde ihm beim Verein Saint-Joseph in Straßburg seine erste Teilnahmeberechtigung für Basketball-Wettkämpfe ausgestellt.
Zwei Jahre brachte er in der Nachwuchsabteilung von Straßburg IG zu und machte schnell Fortschritte beim Erlernen des Basketballspiels. Im Sommer 2024 wechselte Beringer zum KK Cedevita Olimpija nach Slowenien. Der Franzose war zunächst für Einsätze in der Jugendmannschaft des Vereins vorgesehen, erkämpfte sich aber sofort einen Platz in KK Cedevita Olimpijas erster Mannschaft mit Spielanteilen in der Adriatischen Basketballliga sowie im Eurocup. Im November 2024 unterschrieb Beringer beim KK Cedevita Olimpija seinen ersten Vertrag als Berufsbasketballspieler. Dieser wurde bis zum Jahr 2028 geschlossen. Im Februar 2025 gewann er mit Cedevita Olimpija den slowenischen Pokalwettbewerb und im Juni desselben Jahres die slowenische Meisterschaft.
Die Minnesota Timberwolves sicherten sich beim NBA-Draftverfahren im Juni 2025 die Rechte an dem Franzosen.

### Nationalmannschaft
Beringer nahm mit Frankreichs Auswahl im Sommer 2024 an der U18-Europameisterschaft teil.